# Sami (Gemeinde)
Sami (griechisch Σάμη) ist eine Gemeinde auf der griechischen Insel Kefalonia in der Region Ionische Inseln. Sie wurde 2019 aus drei Gemeindebezirken der 2011 geschaffenen Gemeinde Kefalonia gebildet. Verwaltungssitz ist die gleichnamige Kleinstadt Sami.

## Verwaltungsgliederung
Die Gemeinde Sami besteht aus drei Gemeindebezirken und ist weiter in einen Stadtbezirk sowie 21 Ortsgemeinschaften untergliedert.
| Gemeindebezirke | griechischer Name         | Code   | Fläche (km²) | Einwohner 2011 | Stadtbezirke / Ortsgemeinschaften (Δημοτική /Τοπική Κοινότητα)                                                           | Lage |
| --------------- | ------------------------- | ------ | ------------ | -------------- | --- | ---- |
| Sami            | Δημοτική Ενότητα Σάμης    | 350301 | 130,048      | 2341           | Sami, Grizata, Karavomylos, Poulata, Pyrgi, Chaliotata                                                                   |      |
| Erisos          | Δημοτική Ενότητα Ερίσου   | 350302 | 078,248      | 1472           | Vasilikiades, Erisos, Asos, Vary, Karya, Kothreas, Komitata, Mesovounia, Neochori, Patrikata, Plagia, Touliata, Fiskardo |      |
| Pylaros         | Δημοτική Ενότητα Πυλαρέων | 350303 | 082,863      | 1391           | Agia Effimia, Divarata, Makriotika                                                                                       |      |
| Gesamt          | Gesamt                    | 3503   | 291,159      | 5203           | |      |